# Echo (You and I)
«Echo (You and I)» — песня в исполнении французской поп-певицы индонезийского происхождения Анггун, представляющая Францию на музыкальном конкурсе «Евровидение 2012». Песня стала четвёртым во Франции и первым международным синглом с пятого студийного альбома Анггун Echoes. Авторами песни являются Анггун, Уильям Руссо и Жан-Пьер Пило.

## Информация о песне
29 ноября 2011 года Анггун была объявлена официальным представителем Франции на Евровидении 2012. Авторами песни стали сама Анггун и музыканты Уильям Руссо и Жан-Пьер Пило. 29 декабря демозапись песни под заглавием «Europa» была разослана в СМИ и получила положительные отзывы с их стороны. 17 января 2012 было объявлено официальное название песни — «Echo (You and I)». Песня исполняется на французском языке; несколько строк в припеве — на английском. Сингл «Echo (You and I)» вышел в продажу 30 января 2012 года.. 13 марта 2012 состоялась премьера видеоклипа к песне.

## Список композиций
- Digital Download[5][6]

1. «Echo (You and I)» — 3:03

## Позиции в чартах
| Чарт (2012)                                | Наивысшая позиция |
| ------------------------------------------ | ----------------- |
| Бельгия/Валлония (Ultratip Bubbling Under) | 42                |
| Франция (SNEP)                             | 74                |
| Airplay Chart                              | 1                 |
| Download Chart                             | 1                 |